# Giro de Lombardía 1937
El Giro de Lombardía 1937 fue la 33.ª edición del Giro de Lombardía. Esta carrera ciclista organizada por La Gazzetta dello Sport se disputó el 23 de octubre de 1937 con salida y llegada a Milán después de un recorrido de 252 km.
El italiano Aldo Bini (Bianchi) conseguía imponerse en la línea de meta a sus compatriotas Gino Bartali (Legnano) y de Aimone Landi.

## Clasificación general
| Posición | Ciclista          | Equipo       | Tiempo     |
| -------- | ----------------- | ------------ | ---------- |
| 1        | Aldo Bini         | Bianchi      | 7h 34' 05" |
| 2        | Gino Bartali      | Legnano      | + 3' 55"   |
| 3        | Aimone Landi      | Individual   | m. t.      |
| 4        | Severino Canavesi | Ganna        | m. t.      |
| 5        | Pietro Rimoldi    | Ganna        | m. t.      |
| 6        | Carlo Romanatti   | Bianchi      | m. t.      |
| 7        | Pierino Favalli   | Legnano      | + 8' 00"   |
| 8        | Adriano Vignoli   | Maino        | m. t.      |
| 9        | Cesare del Cancia | Ganna        | m. t.      |
| 10       | Luigi Macchi      | Il Littorale | m. t.      |